# Eidguenots
Les Eidguenots, terme francisé de l'allemand Eidgenosse signifiant « Confédérés », désignent entre 1519 et 1535 les partisans d'une alliance de Genève avec la Confédération des XIII cantons pour combattre les ambitions de la maison de Savoie sur Genève. Les « Eidguenots » s'opposent aux « Mammelus », partisans de la Savoie.

## Historique
Pour des articles plus généraux, voir Histoire de Genève et Histoire de la Savoie de 1416 à 1792.
Les Eidguenots refusent l'absorption dans la monarchie savoyarde au nom d'un idéal républicain qui leur garantit la participation politique comme citoyens. Dans ce contexte, leurs sympathies les rapprochent des Suisses avec lesquels certains sont en rapport d'affaires.
La politique des Eidguenots, dont l'initiateur est Philibert Berthelier, se concrétise par deux traités de combourgeoisie. Le premier — négocié par Besançon Hugues et Étienne de la Mar — est signé avec Fribourg et ratifié par les Genevois le 6 février 1519. Il est toutefois révoqué le 11 avril de la même année sous la menace du duc Charles III de Savoie qui presse Fribourg de faire annuler la combourgeoisie et occupe Genève avec une armée. L'évêque Jean de Savoie, son cousin, ordonne alors l'arrestation et l'exécution de Berthelier qui est décapité le 23 août 1519. Un autre chef des Eidguenots, Amé Lévrier, est exécuté le 24 mars 1524. Le 10 décembre 1525, lors du Conseil général dit des Hallebardes, les citoyens sont contraints de reconnaître le protectorat de facto du duché de Savoie.
Toutefois, à l'automne 1525, les principaux Eidguenots réfugiés à Fribourg entament des pourparlers avec les autorités de cette cité pour conclure un nouveau traité. Scellé avec Fribourg, mais aussi Berne le 8 février 1526 et ratifié le 25 février, il constitue un traité d'assistance mutuelle et éloigne définitivement la maison de Savoie de Genève en marquant l'émergence d'une seigneurie autonome. La sécurité extérieure assurée, l'aile la plus énergique des Eidguenots, appelés « Communautaires », dépossède le prince-évêque des droits qui lui restent.